# Alimentum publicum
Alimentum publicum, rászoruló személyek ellátása a Római Birodalomban. Rendszeressé először Nerva császársága alatt vált, rendszere Traianus alatt épült ki teljesen. A birodalom egyes területein quaestorok intézték, élükön a praefectus alimentorum állt. Később, a Kr. u. 2. század végén ilyen szempontból kerületekre osztották Itáliát, s az egyes kerületek élén egy-egy procurator alimentorum állt.